# Cempuis
Cempuis ist eine französische Gemeinde mit 479 Einwohnern (Stand 1. Januar 2022) im Département Oise in der Region Hauts-de-France. Sie gehört zum Arrondissement Beauvais, zum Gemeindeverband Picardie Verte und zum Kanton Grandvilliers.

## Geographie
Die Gemeinde Cempuis liegt im Nordosten der Landschaft Pays de Bray, 26 Kilometer nordnordwestlich von Beauvais. Im Südwesten des Gemeindegebiets verläuft die Bahnstrecke von Aumale (Seine-Maritime) nach Beauvais.

## Bevölkerungsentwicklung
| Jahr                       | 1962 | 1968 | 1975 | 1982 | 1990 | 1999 | 2006 | 2012 | 2021 |
| -------------------------- | ---- | ---- | ---- | ---- | ---- | ---- | ---- | ---- | ---- |
| Einwohner                  | 356  | 371  | 363  | 360  | 299  | 383  | 421  | 499  | 490  |
| Quellen: Cassini und INSEE |      |      |      |      |      |      |      |      |      |

## Sehenswürdigkeiten
- Kirche Saint-Nicolas mit Chor aus dem 14. Jahrhundert
- Ecce-homo-Kapelle aus dem Jahr 1728
- Ehemalige Souterrains (Muches), die eingestürzt sind
- vier Brunnen

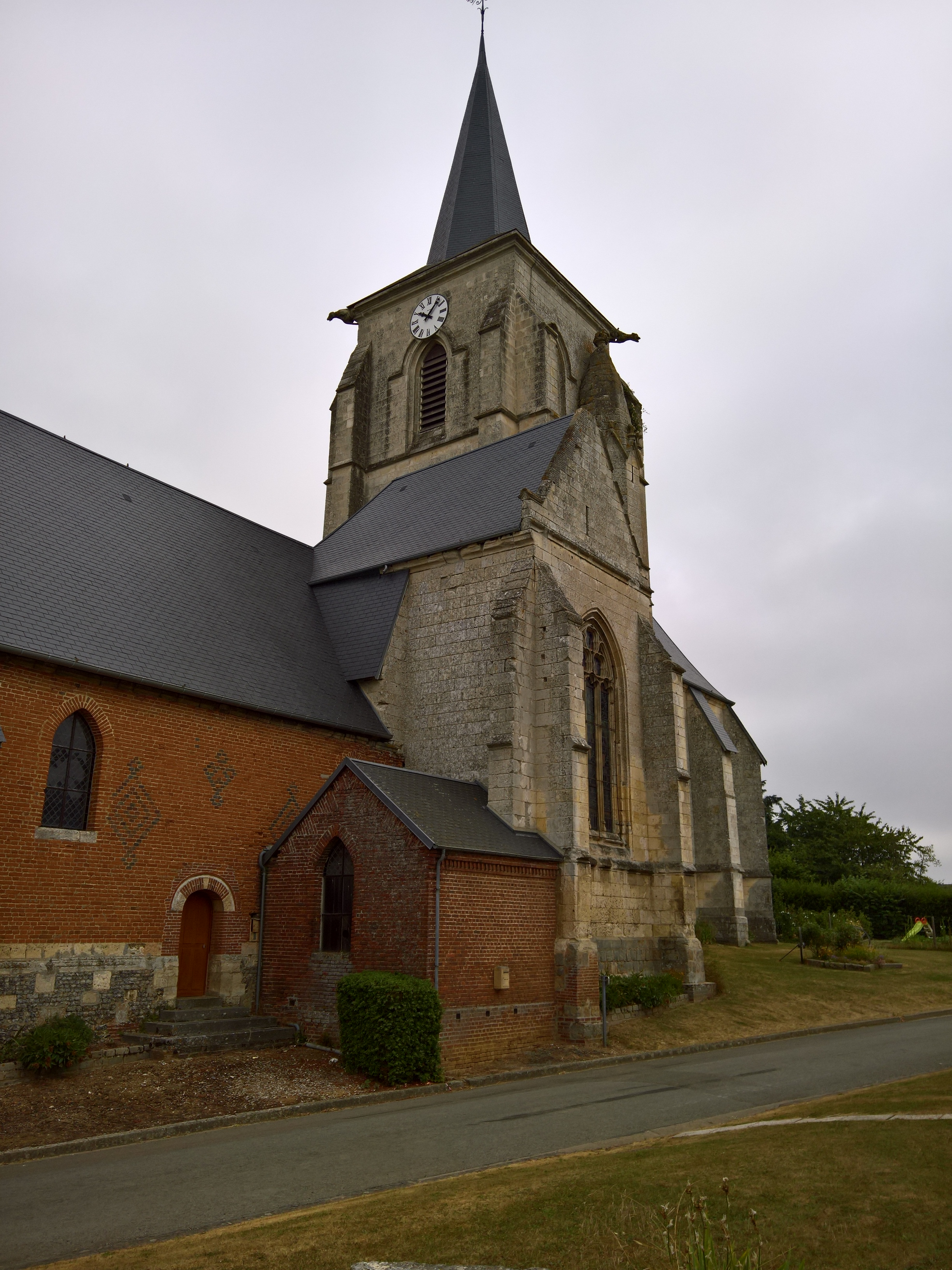
Kirche Saint-Nicolas
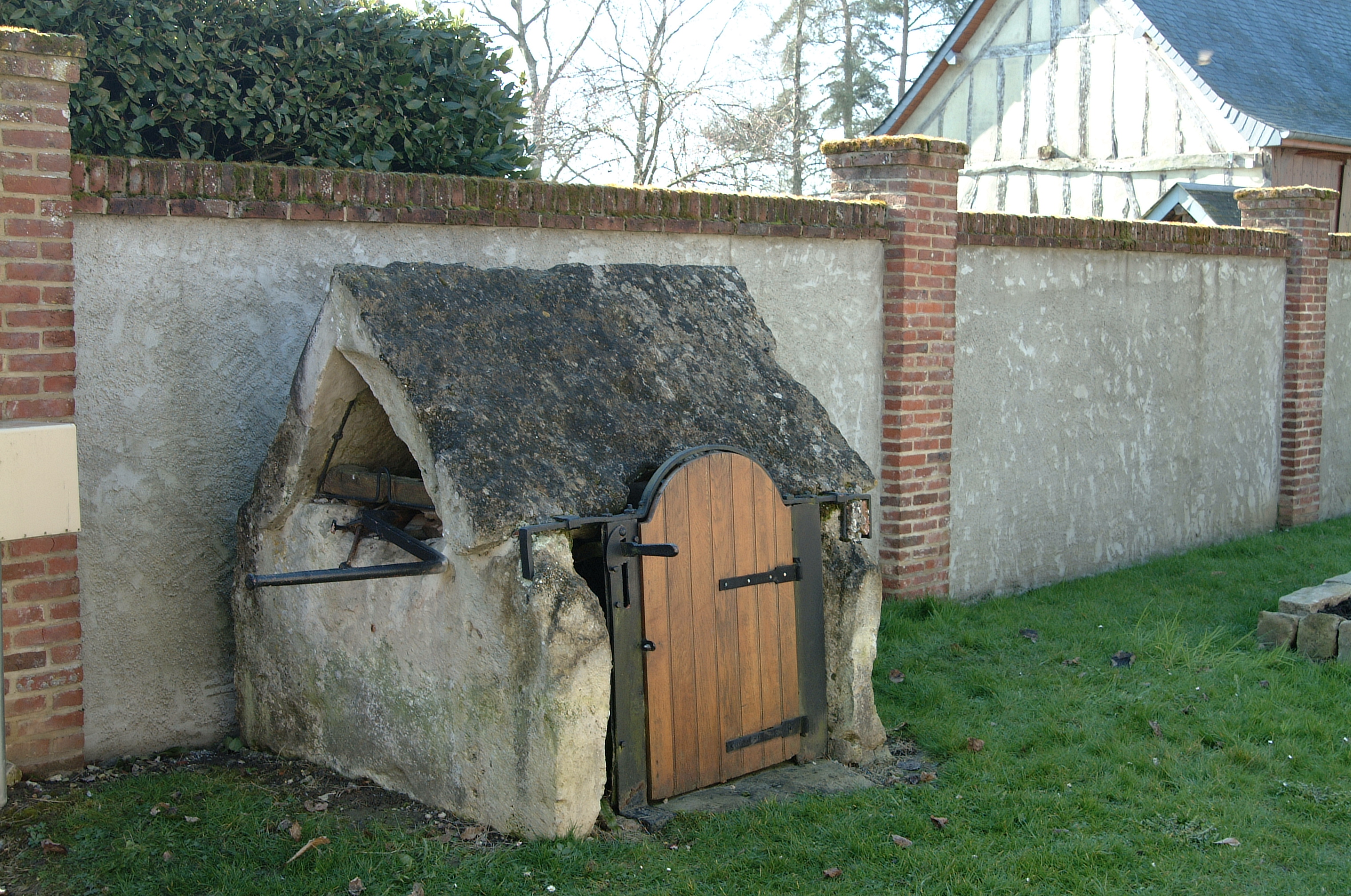
Ehemaliges Brunnenhaus
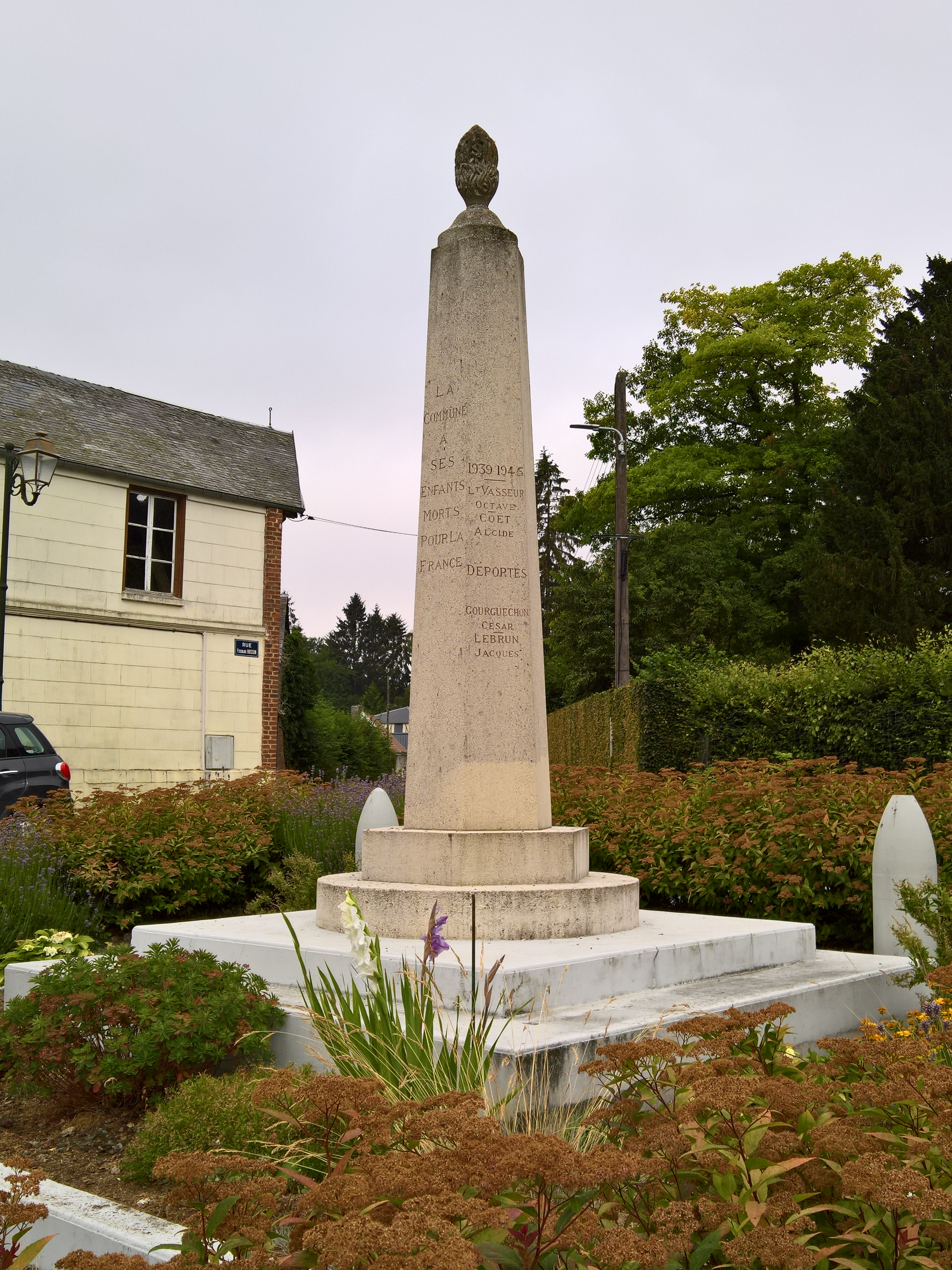
Gefallenendenkmal

## Persönlichkeiten
- Paul Robin (1837–1912), Pädagoge und Leiter des in den 1860er Jahren von Joseph-Gabriel Prévost gegründeten Waisenhauses (Orphelinat de Cempuis)